# Bryan Fogel
Bryan Fogel (Denver) é um cineasta e produtor estadunidense, conhecido principalmente pela realização de Jewtopia (2003). Foi indicado ao Oscar de melhor documentário na edição de 2018 por Icarus.